# Miles Away
Miles Away is de derde single van Madonna's album Hard Candy. Net als "4 Minutes" is het nummer medegeschreven en geproduceerd door Justin Timberlake en Timbaland.

## Achtergrondinformatie
Miles Away is een mid-tempo nummer dat opvalt door de prominente aanwezigheid van de akoestische gitaar. 
Het lied heeft als onderwerp "liefde op afstand", iets waar Madonna in haar loopbaan altijd mee te maken heeft gehad. Zij reist de hele wereld over en manlief (in dit geval haar ex Guy Ritchie) is niet altijd in de buurt. Opmerkelijk detail is dat Miles Away de hitlijsten beklom, terwijl Madonna en Guy hun scheiding aankondigden.
Miles Away werd na Madonna's show in de Amsterdam ArenA op 2 september 2008 al veelvuldig op de Nederlandse radio gedraaid. Het was toen nog niet bevestigd dat het de derde single zou worden van Hard Candy.
De single kwam op 21 november in Europa uit. Op de cd-single staat onder andere een remix van de hand van Stuart Price, de DJ/producer met wie Madonna haar vorige album Confessions on a Dance Floor maakte.

## Cover
Voor het eerst sinds lange tijd staat er geen foto van Madonna op de singlehoes. Het hoesontwerp bestaat uit poststempels van de steden van het Europese deel van haar Sticky & Sweet Tour.

## Videoclip
Er was een videoclip aangekondigd van Miles Away die zou zijn samengesteld uit liveopnames van de Sticky & Sweet Tour. Na een keer te zijn uitgesteld is de clip echter helemaal geschrapt.